# ميخائيل هايوود
ميخائيل هايوود (بالإنجليزية: Michael Haywood)‏ هو لاعب كرة قدم أمريكية أمريكي، ولد في 26 فبراير 1964 في هيوستن في الولايات المتحدة.